# Casa Terrats (Horta de Sant Joan)
La Casa Terrats és una obra d'Horta de Sant Joan (Terra Alta) inclosa a l'Inventari del Patrimoni Arquitectònic de Catalunya.

## Descripció
Casa situada en un extrem del centre històric i emplaçada en un ampli solar. La façana principal és força llarga. Consta de planta baixa i pis i es troba força ben conservada. Totes les obertures són emmarcades per elements de pedra: arcs rebaixats o llindes i brancals de carreus grossos. A la planta baixa hi ha dos portals, un d'ells el principal, i finestrals amb reixes. Al pis les obertures són balcons de poca volada. La cornisa té ràfec de lloses de pedra.